# سد تيشي حاف
سد تيشي حاف هو سد مائي من الخرسانة بطول 2 كـم (1 ميل) يقع في قرية محفوظة [الفرنسية] جنوب مدينة بوحمزة على وادي بوسلام في دائرة صدوق بولاية بجاية في الجزائر. شيد ما بين 24 أوت 1998م و26 فيفري 2009م، ويستعمل أساسا في توفير ماء الشرب وماء الري.

## الوصف
كانت بداية أشغال سد تيشي حاف بتاريخ 24 أوت 1998م من طرف الشركة اليوغسلافية «هيدروتكنيكا» (بالفرنسية: Hydrotechnika) لتدوم إحدى عشر سنة بعد تأخرات كثيرة أدت إلى استكماله من طرف مجمع كوسيدار [الفرنسية] وبداية الخدمة بتاريخ 26 فيفري 2009م.
ويبلغ حجم المياه الممكن تخزينها في «سد تيشي حاف» قبل التوحل قيمة 90,000,000 م3 (117,715,556 ياردة3).
ويقوم «سد تيشي حاف» بتموين سكان الرواق أقبو-بجاية بالمياه الصالحة للشرب بواسطة ضخ كمية سنوية مقدارها 47,000,000 م3 (61,473,679 ياردة3).
كما يقوم بتموين المساحات المسقية بمياه الري بواسطة ضخ كمية سنوية مقدارها 43,000,000 م3 (56,241,877 ياردة3).

## أقسام السد

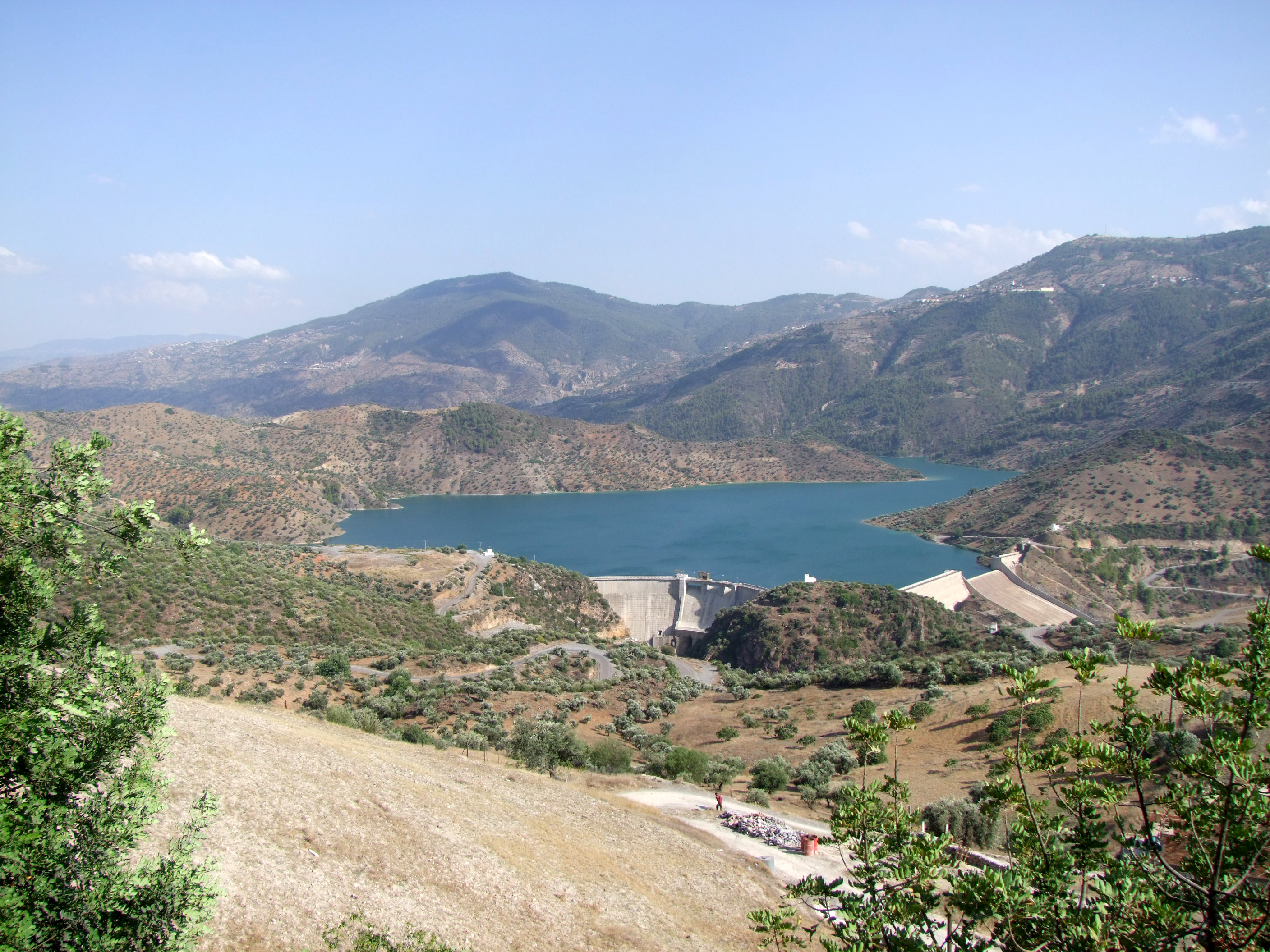
سد تيشي حاف

تتكون منشأة سد تيشي حاف من أربعة أقسام.

### السد الخرساني
ينتمي سد تيشي حاف إلى صنف السد القوسي [الفرنسية] المصنوع بالخرسانة.
ويبلغ ارتفاعه 90 م (295 قدم) وقدرة تخزينه 90,000,000 م3 (117,715,556 ياردة3).

### محطة المعالجة
يضم سد تيشي حاف منشأة محطة معالجة المياه تبلغ قدرتها اليومية 120,000 م3 (156,954 ياردة3).
وقد تم إنشاء هذه المحطة في بلدية آيت أرزين إلى الجنوب الغربي من السد.
وتقوم هذه المحطة بمراقبة كل الخصائص البكتريولوجية والفيزيائية والكيميائية لمياه هذا السد في مخبرها.
ذلك أن جودة المياه ورائحتها المقبولة تُعتبر من أهم أهداف إنشاء هذا السد الموجهة مياهه لاستعمال السكان وانعكاس ذلك على الصحة العمومية.
ولذلك فإن مراقبة تلوث المياه تتم بطريقة دقيقة ومتواصلة في هذه المحطة.

### قناة مائية
يضم سد تيشي حاف منشأة قناة ري لنقل الماء المعالج يبلغ طولها 70 كـم (43 ميل).
وقد تم تدشين هذه القناة بتاريخ 20 جويلية 2010م.

### خزانات التجميع
تضم منشأة سد تيشي حاف مجموعة من الخزانات لتجميع الماء المعالج يبلغ حجم تخزينها الكلي 42,000 م3 (54,934 ياردة3).

## المياه
تتميز مياه سد تيشي حاف بكونها صالحة للشرب ومصدرها هو وادي بوسلام ووادي الصومام.
وتتميز هذه المياه المخزنة باحتوائها كمية من المادة العالقة [الفرنسية] يقل تركيز كتلتها عن 2 غرام في اللتر [الإنجليزية].
ويتم تزويد حوالي 700 000 مواطن في 23 بلدية بجاوية بواسطة هذه المياه المعالجة منذ عام 2009م.

## المستجمع المائي

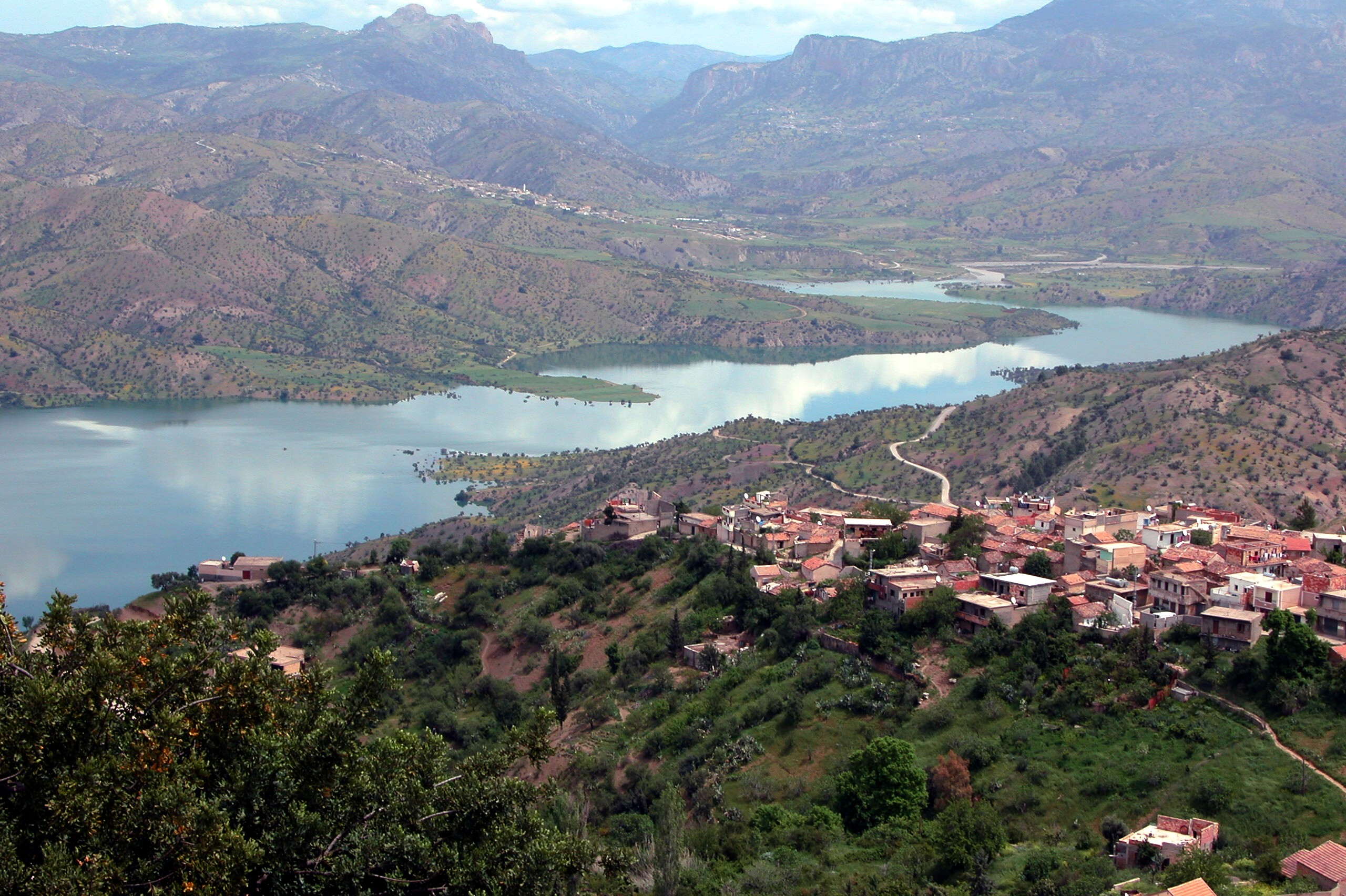
سد تيشي حاف

تبلغ مساحة المستجمع المائي الذي يمون «سد تيشي حاف» ما قيمته 3,615 كـم2 (1,396 ميل2).
كما أن الارتفاع المتوسط لهذه المنطقة الرطبة هو 750 م (0.466 ميل).
ويصل قياس هطول المطر [الفرنسية] المتوسط في هذا المستجمع المائي ما قيمته 790 مـم (31 بوصة).
ويصل تدفق المجرى المائي [الفرنسية] المتوسط في وادي بوسلام وهذا المستجمع المائي ما قيمته 5.8 م3/ث (7.6 ياردة3/ث).
أما بالنسبة لمعامل كروب [الإنجليزية] فيصل إلى قيمة متوسطة تتراوح بين 150 و300.

## الموقع
يقع «سد تيشي حاف» غير بعيد عن وادي الصومام في ولاية بجاية على بعد 51 كلم إلى الجنوب الغربي من ميناء بجاية، وعلى بعد 26 كلم إلى الغرب من وادي أماسين وعلى بعد 11 كلم إلى الجنوب الشرقي من وادي الصومام.
وهذا الموقع الرائع في جبال جرجرة المطلة على حوض الصومام، يجعل منه موقعا استراتيجيا مقابلا للطريق الوطني رقم 26.
ويقع «سد تيشي حاف» على بعد 49 كلم إلى الجنوب الغربي من مدينة بجاية، ويطل على وادي الصومام.
ويوجد هذا السد قرب مرتفعات منطقة القبائل.

## التنزه والترفيه

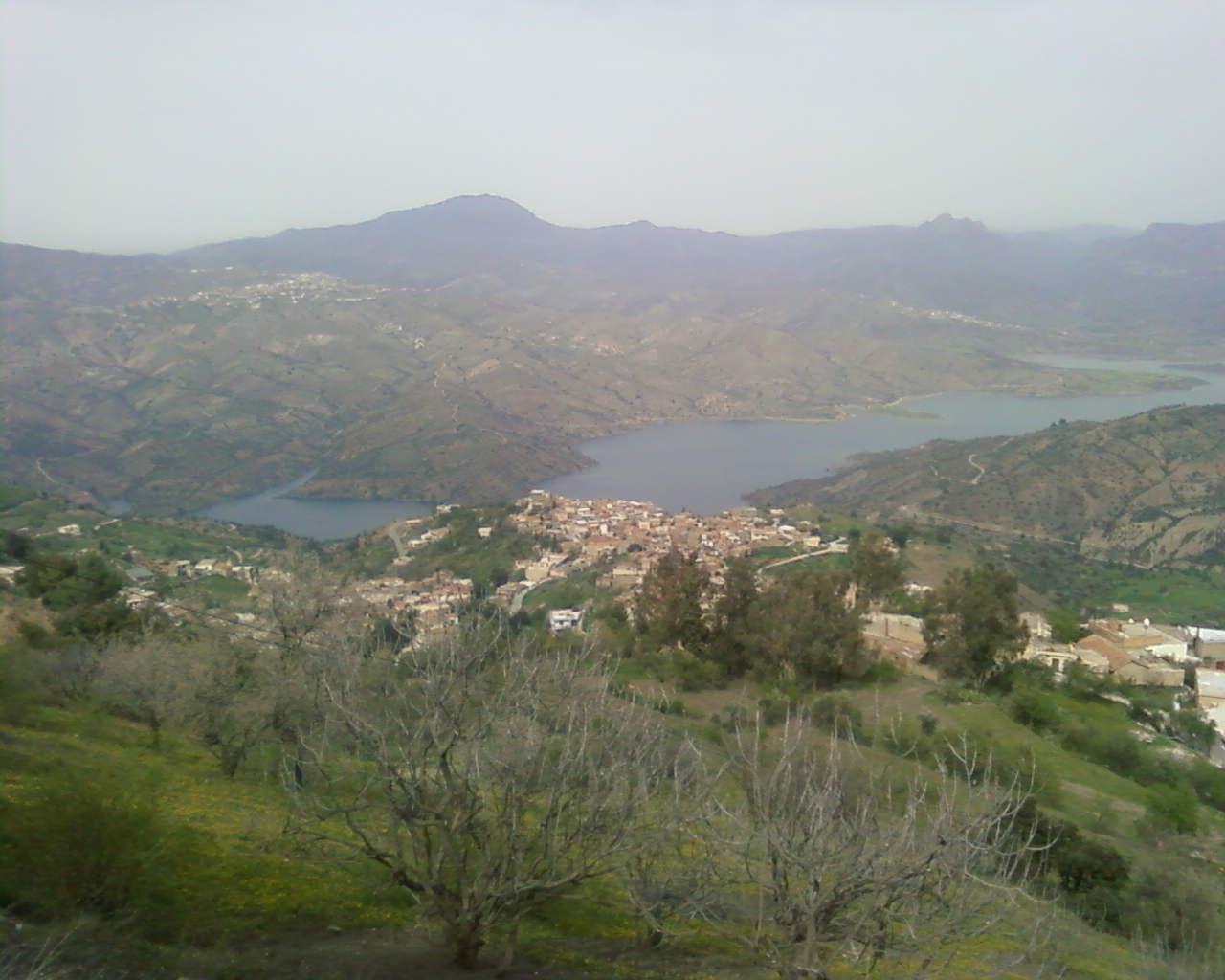
سد تيشي حاف

يقصد سكان بلديتي بوحمزة وتمقرة ضفاف «سد تيشي حاف» من أجل السباحة والتنزه والاستجمام.
كما يقصد سكان البلديات والولايات المجاورة هذا المكان من أجل السباحة والغطس والإبحار في القوارب.
كما يتم تناول الطعام في الهواء الطلق تحت ظل أشجار الزيتون، والمشي على الأقدام على طول ضفاف السد.

## صيدالأسماك
تمت تهيئة أماكن في ضفاف «سد تيشي حاف» من أجل السماح بتطوير مهنة الصيد الهاوي لأسماك المياه العذبة.
فالاستغلال الاقتصادي الناجع لهذه المنشأة اقتضى دعم تربية الأسماك في مياه السد كالشبوط الشائع والوراطة.

## مخاطر السد
يمثل «سد تيشي حاف»، مع سد إغزر أوفتيس وسد إيغيل أمدة، مصدر خطر على المواطنين الذين يقصدونه للاستجمام والتنزه والسباحة والإبحار بالقوارب.
ذلك أن نقص مراكز الحماية المدنية الجزائرية على مستوى هذه السدود لمراقبة المواطنين وحراسة المنشآت يجعل هذه المواقع مصدر خطر على المتنزهين والسباحين.

## مكتبة الصور

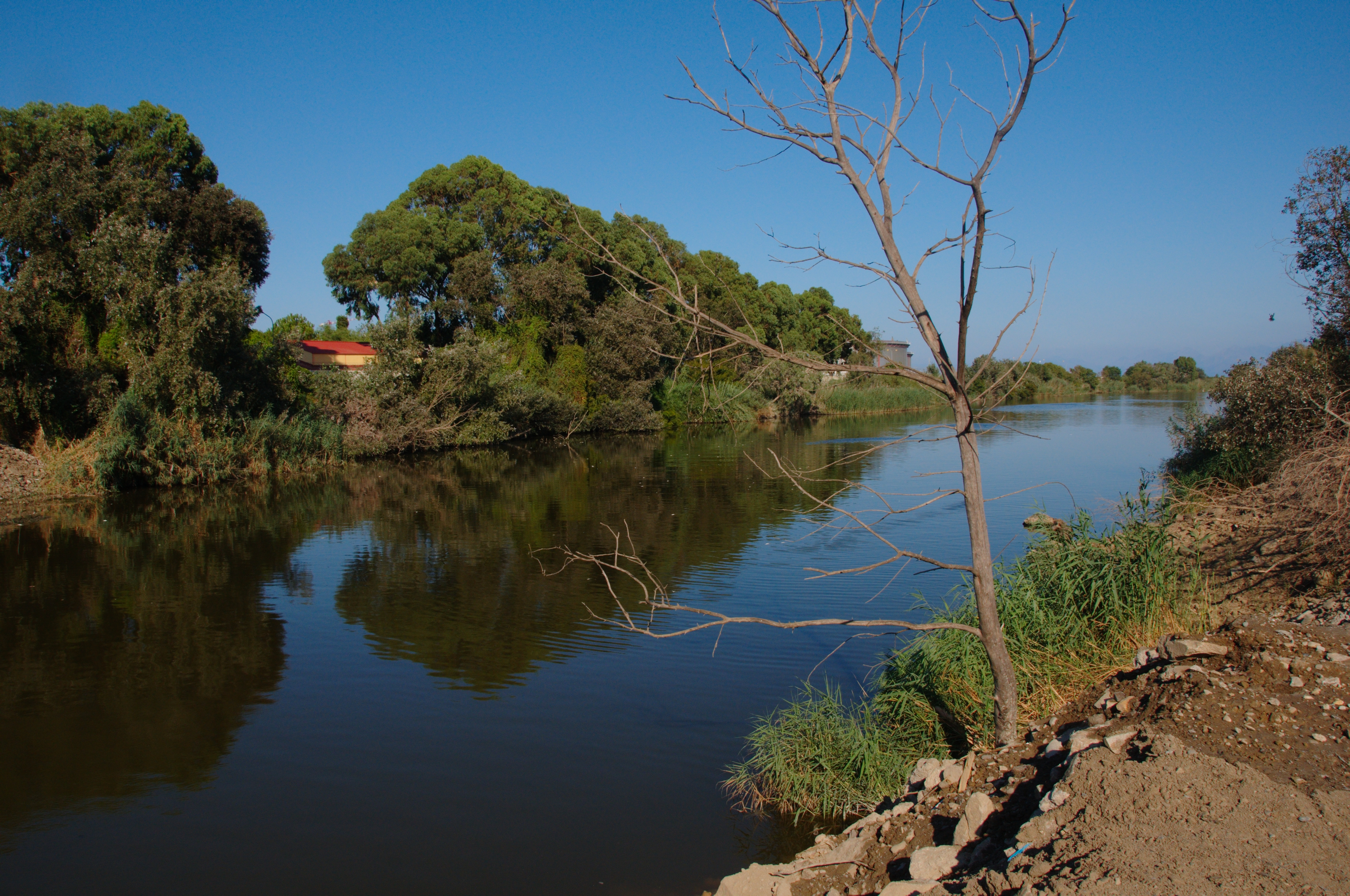
مجرى وادي الصومام
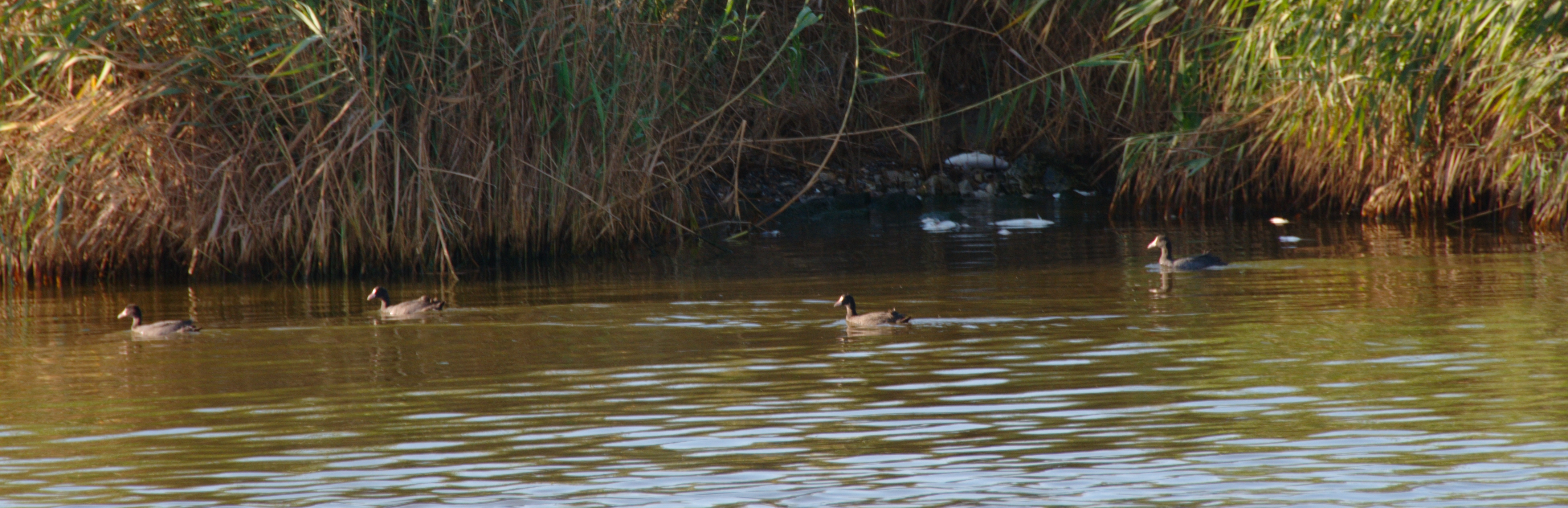
مجرى وادي الصومام
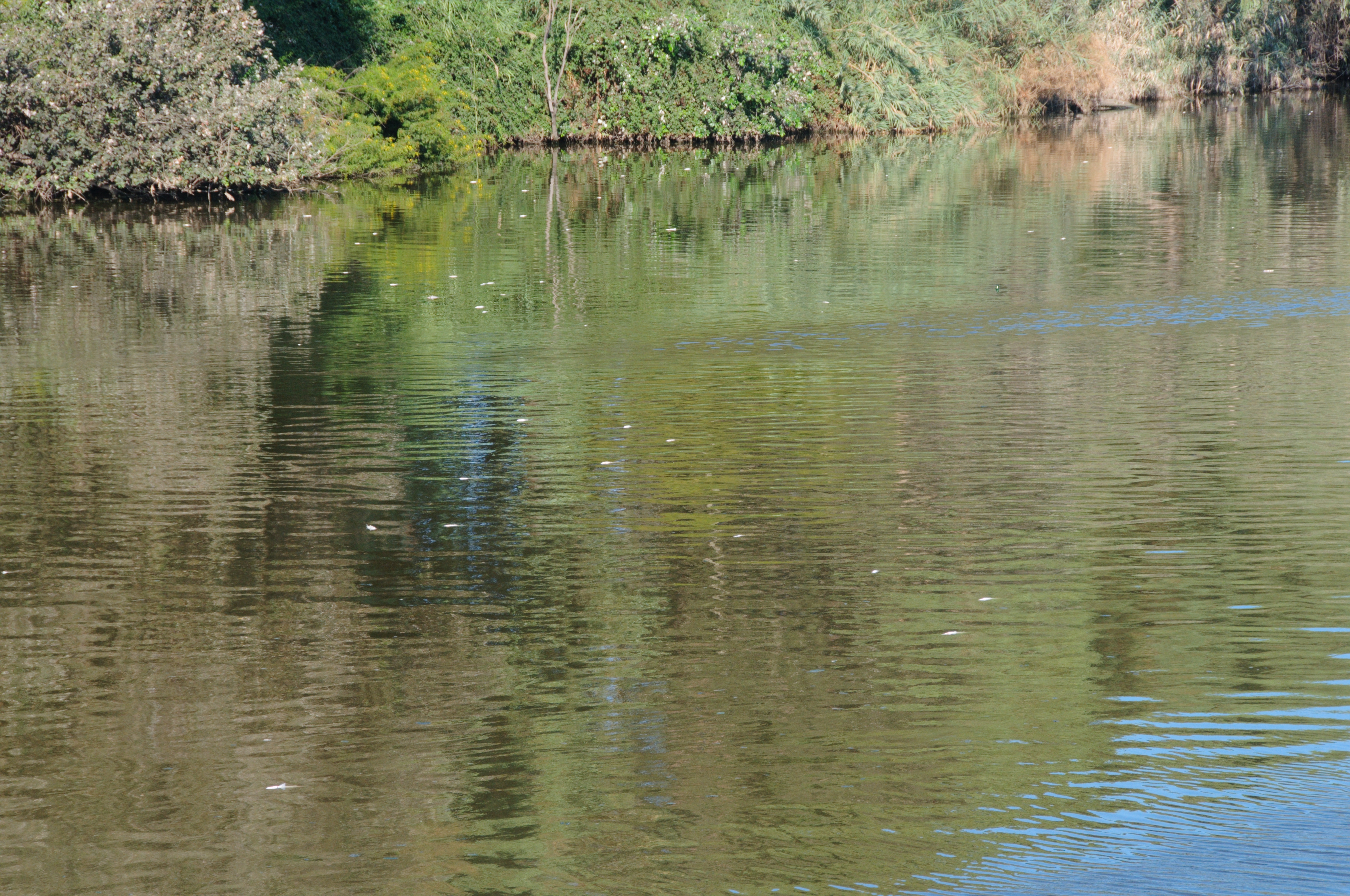
مجرى وادي الصومام
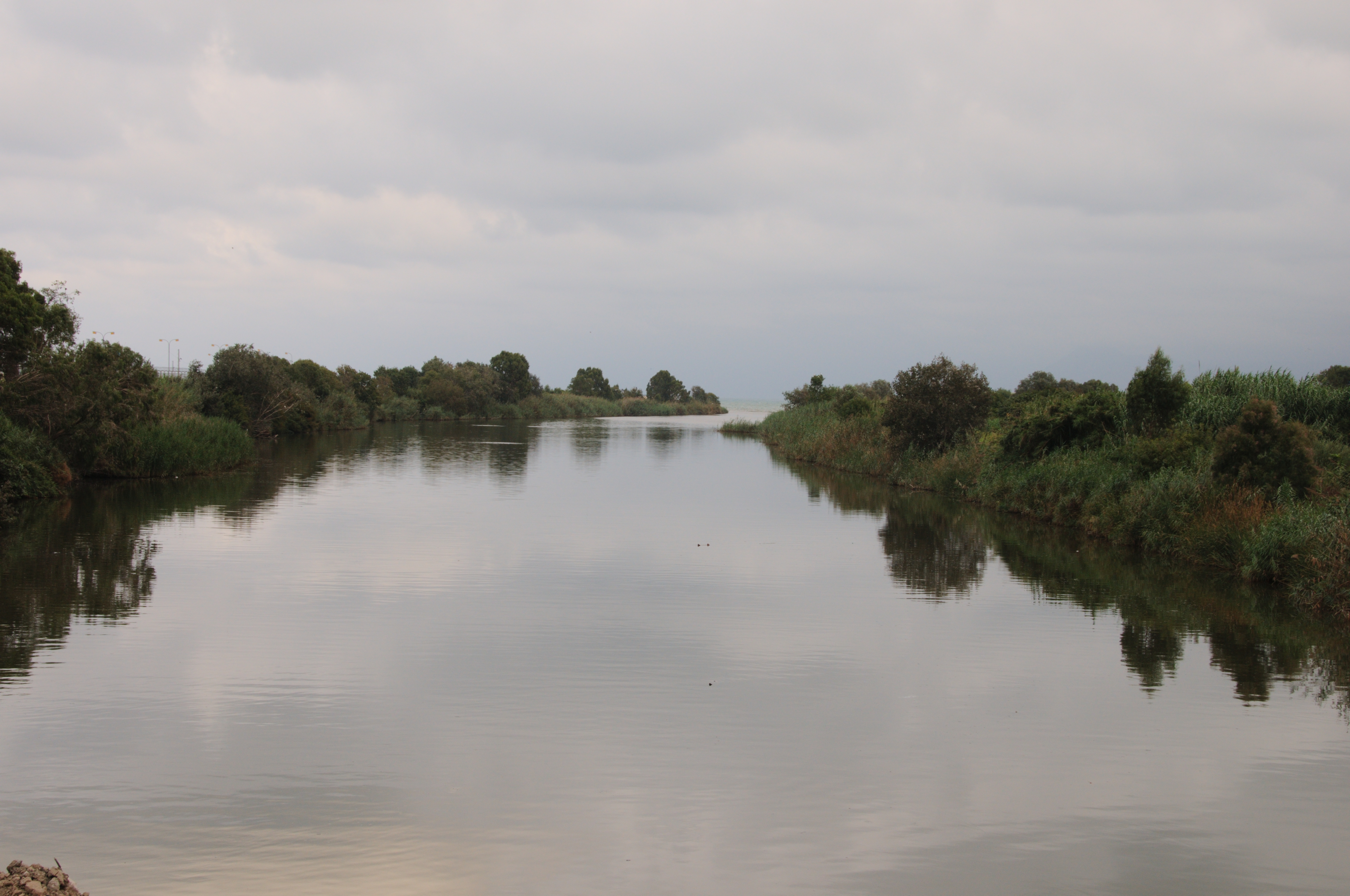
مصب وادي الصومام
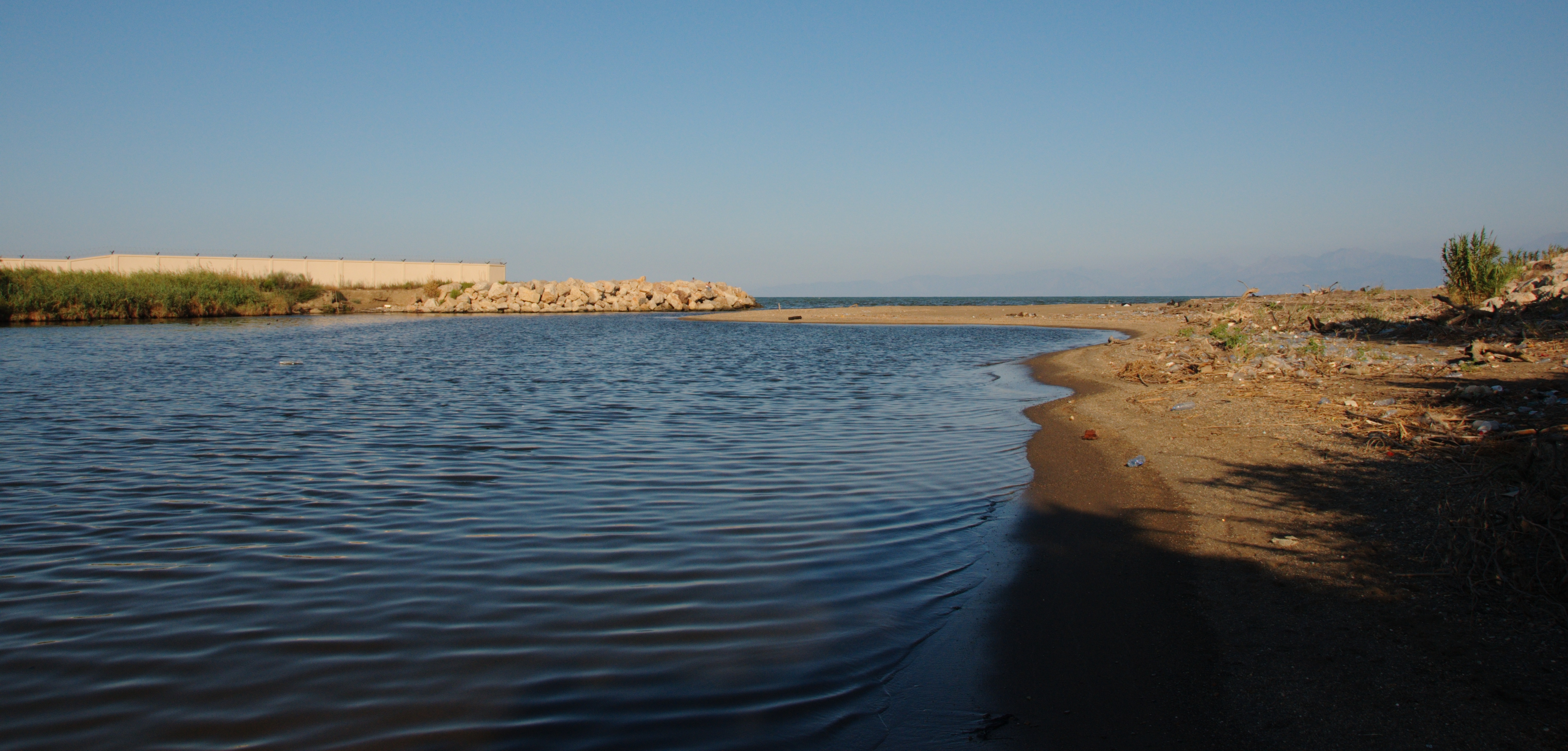
مصب وادي الصومام

### مواضيع ذات صلة
- وزارة الموارد المائية الجزائرية
- قائمة سدود الجزائر
- قائمة وديان الجزائر
- المجاري المائية في الجزائر
- مشكل المياه في الجزائر

### فيديوهات
- سد تيشي حاف من صنف السد القوسي على يوتيوب
- المسطح المائي في سد تيشي حاف على يوتيوب
- الصيد على ضفة سد تيشي حاف على يوتيوب
- التلوث في سد تيشي حاف على يوتيوب

### وصلات خارجية
- الموقع الرسمي لوزارة الموارد المائية الجزائرية نسخة محفوظة 15 أغسطس 2018 على موقع واي باك مشين.